# Mesochorus venerandus
Mesochorus venerandus là một loài tò vò trong họ Ichneumonidae.